# Pokojišče
Pokojišče is een plaats in Slovenië en maakt deel uit van de gemeente Vrhnika in de NUTS-3-regio Osrednjeslovenska. De plaats telde 45 inwoners op 1 januari 2020.